# Rekurrenz (Linguistik)
Als Rekurrenz (zu lat. recurrere „zurücklaufen, zurückkommen, wiederkehren“) bezeichnet man in der Sprachwissenschaft, speziell in der Textlinguistik, das wiederholte Auftreten gleicher sprachlicher Formen innerhalb eines Textes. Dabei handelt es sich in der Regel um gleiche Wörter oder um gleiche Phrasen. 

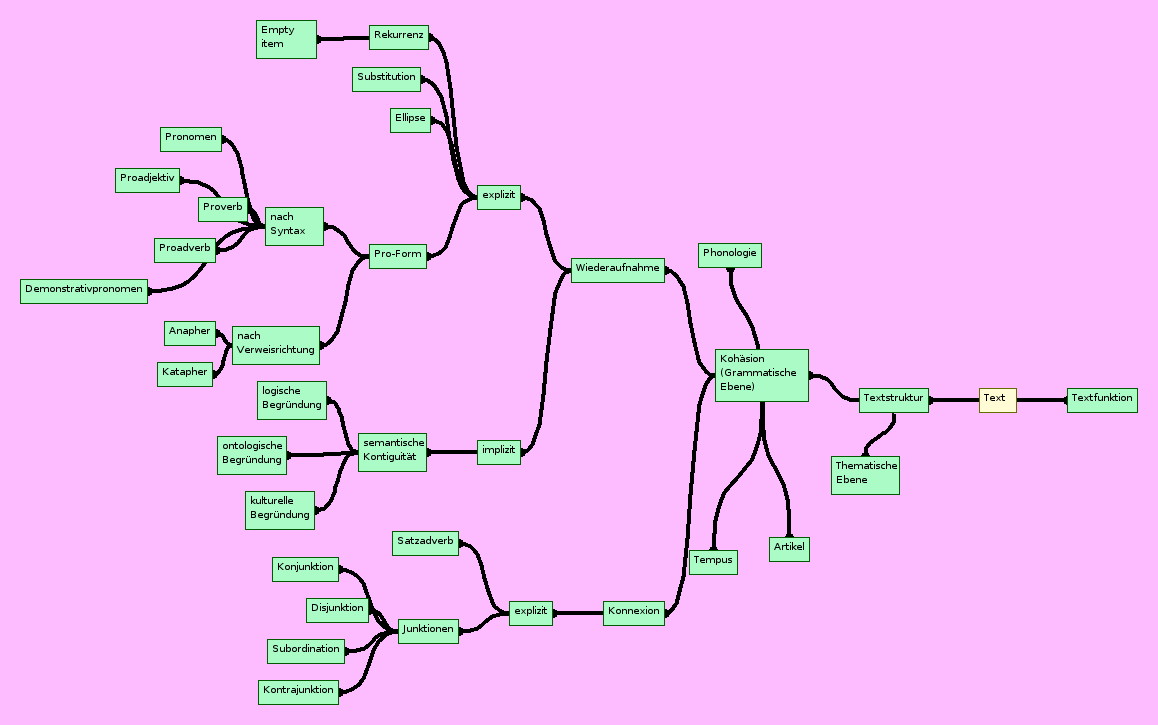
Kohäsionsmittel im Deutschen

## Auftreten
Aus textlinguistischer Sicht stellt Rekurrenz (neben anderen Verfahren wie Pronominalisierung, Substitution und Einsetzen von Verweisformen) eine Möglichkeit dar, einem Text Kohäsion, also einen syntaktisch-semantischen Zusammenhang auf der Textoberfläche zu verleihen.
Rekurrenz stellt daneben ein Mittel dar, im Text einen inneren, textstrukturierenden Zusammenhang (Kohärenz) herzustellen. Rekurrente Textteile müssen sich nicht zwangsläufig auf dasselbe Objekt beziehen. Im Satz „Dieser PC ist schneller als jener PC“ verweisen die beiden Vorkommen von PC nicht auf denselben Gegenstand. Es liegt also keine Koreferenz von PC vor.
Rekurrenz kommt besonders häufig aus stilistischen oder rhetorischen Gründen zum Einsatz. Aus rhetorischer Sicht handelt es sich dabei um das Stilmittel der Repetitio, also um die Wiederaufnahme bzw. Wiederholung gleicher oder verwandter sprachlicher Ausdrücke; so beispielsweise in Textpassagen wie „Martha ging zum Kühlschrank. Martha war hungrig. Martha hatte schon lange nichts gegessen.“ Hier liegt beim wiederholten sprachlichen Ausdruck Martha eine Koreferenz vor, da sich das Wort auf dasselbe Objekt, dieselbe Person bezieht.

## Partielle Rekurrenz
Unter partieller Rekurrenz versteht man zum einen jene Fälle, in denen in einem Text statt gleicher Wörter oder ganzer gleicher Phrasen nur ein Wortteil, meist der Wortstamm, wiederholt wird. Dies liegt beispielsweise in den Adjektiven tagtäglich, wortwörtlich oder knüppelknüppelhart vor. Hierbei handelt es sich also um eine Rekurrenz auf morphologischer Ebene. Hinsichtlich der Wortbildung handelt es sich in solchen Fällen um eine Reduplikation.

Zum anderen gilt auch die Wiederholung eines Wortes in einer anderen Wortklasse als partielle Rekurrenz, also beispielsweise das Substantiv Glück zusammen mit dem davon abgeleiteten Adjektiv glücklich und/oder dem abgeleiteten Verb glücken. Solches kann auch etwa innerhalb einer sprachlichen Wendung vorkommen wie „eine Schlacht schlagen“ (das Hauptwort ist vom Verb abgeleitet). 
Demnach können auch partielle Rekurrenzen durch die Wiederholung von gleichem oder ähnlichem Wortmaterial eine stilistisch-rhetorische Funktion erfüllen und beispielsweise intensivierend wirken.